# جامع الخميس الكبير
جامع الخميس الكبير يقع في مدينة خميس مشيط جنوب المملكة العربية السعودية.

## زيارات العلماء
زاره عددا من المقرئين والعلماء من علوم الدين والقرآن الكريم منهم :
1. الشيخ المقرئ /عبد المجيد بن عبد المجيد السوري الشامي.
2. الشيخ /محمد العيسى.
3. الشيخ المقرئ /عبيد الله الحنفي.
4. الشيخ /محمد السالم
5. الشيخ /مفرح بن يحيى الشهراني
6. الشيخ /سعيد بن عبد الله الهمداني.
7. الشيخ/محمد بن حمود.
8. الشيخ/عبد الله بن سعدي العبدلي.

## زيارات العلماء وأقوالهم
- في عام 1401هـ زار الشيخ /محمد بن عثيمين جامع الخميس الكبير وصلى فيه أربعة فروض هي الفجر ,والظهر ,والمغرب والعشاء, وقرأ عليه إمامها لمعة الاعتقاد ,والآجرومية في النحو, والرحبية في الفرائض، ثم أوصــاه محمد بن عثيمين بـوصـايـا في الـصلاةِ والاهـتـمامِ بـشـأنهـا ,وذكـره بقول الرسول (وجعلت قرة عيني في الصلاة).
- عام 1405هـ زار الشيخ الدكتور/ عبد الله بن جبرين جامع الخميس الكبير وصلى فيه.
- زار الشيخ / محمد السبيل إمام وخطيب المسجد الحرام جامع الخميس الكبير وصلى فيه.

أمر الملك عبد الله بن عبد العزيز آل سعود بإعادة إعمار جامع الخميس الكبير. بطلب من أهالي خميس مشيط وقد بادروا أيضًا ببنائه وترميمه قبل مكرمة الملك وقد كلف ترميمه 3000,000 ريال، ثم أمر الملك بترميمه بتصميم أجمل وأرق كونه من معالم الخميس .
صدرت موافقة الملك عبد الله بن عبد العزيز آل سعود ملك المملكة العربية السعودية على إعادة إعمار الجامع الكبير بخميس مشيط بعد الحريق الحاصل في سكن إمام الجامع الشيخ أحمد الحواشي «جامع الخميس الكبير» بموقعه على أحدث طراز ,وسيتم إعادة بناء الجامع بطراز حديث، وعلى ثلاثة أدوار ومنارتين كبيرتين، وسيتكون الدور الأرضي من دورات مياه ومغاسل للموتى، والدور الأول سيخصص للرجال، أما الدور الثاني فسيكون مصلى للنساء ويتسع لقرابة ثلاثة آلاف مصلية، بالإضافة لسكن الإمام والمؤذن.